# تتیانا دوروفسکیخ
تتیانا دوروفسکیخ (اوکراینی: Тетяна Володимирівна Апайчева, née Хамітова؛ زادهٔ ۱۲ اوت ۱۹۶۱) دونده دو نیمه‌استقامت زن اهل اتحاد جماهیر شوروی سوسیالیستی بود.